# Hanna Terry
Hanna Terry (* 29. November 1990 in Santa Monica, Kalifornien) ist eine US-amerikanische Fußballspielerin. Sie besitzt neben der US-amerikanischen auch die schwedische Staatsbürgerschaft. Terry ist die Tochter des Schauspielers John Terry.

## Karriere

### Verein
Terry lief während ihres Studiums an der University of Utah und der Northeastern University in Boston für die dortigen Hochschulmannschaften der Utah Utes beziehungsweise Northeastern Huskies auf. Im Verlauf der Saison 2014 stieß sie als Reservespielerin zur Mannschaft des Portland Thorns FC und debütierte dort am 15. Juni im Heimspiel gegen Washington Spirit als Einwechselspielerin. Am 25. Juli wurde sie fest in den Kader der Thorns aufgenommen. Ende 2014 spielte Terry auf Leihbasis beim zyprischen Champions-League-Teilnehmer Apollon Limassol. Nach der Saison 2015 verließ sie die Portland Thorns und wechselte zum schwedischen Zweitligisten QBIK Karlstad. Zur Saison 2017 zog Terry zu KIF Örebro weiter.

### Nationalmannschaft
Terry wurde im Februar 2013 zum Vier-Nationen-Turnier in La Manga erstmals von Calle Barrling in den Kader der schwedischen U-23-Nationalmannschaft berufen und debütierte dort am 28. Februar im Länderspiel gegen England. Auch in den beiden folgenden Spielen des Turniers gegen die Vereinigten Staaten und Norwegen kam sie zum Einsatz.